# 1480
Évszázadok: 14. század – 15. század – 16. század
Évtizedek: 1430-as évek – 1440-es évek – 1450-es évek – 1460-as évek – 1470-es évek – 1480-as évek – 1490-es évek – 1500-as évek – 1510-es évek – 1520-as évek – 1530-as évek
Évek: 1475 – 1476 – 1477 – 1478 –  1479 – 1480 – 1481 – 1482 – 1483 – 1484 – 1485

## Események

### Határozott dátumú események
- június 3. – Mátyás magyar király Bártfa város kérésére Eperjes városát eltiltja a vászonfehérítéstől.
- augusztus 11. – A török elfoglalja Otrantót.
- szeptember 23. – Mátyás Pest polgárait – a Frangepánok modrusi vámja kivételével – minden vám fizetése alól fölmenti a Zengg és Zágráb közötti útvonalon.
- november 21. – Mátyás megrendelésére Velencében kinyomtatják az esztergomi egyházmegye breviáriumát (Breviarium Strigoniense).

### Határozatlan dátumú események
- az év eleje – Váradi Péter kancelláriai titkár titkos kancellári címmel átveszi a kancellária irányítását.
- február – Mátyás magyar király megüresedettnek nyilvánítja a Beckensloer János érsek 1476. évi szökése óta betöltetlen esztergomi érsekséget, és azt Aragóniai János bíborosnak, Beatrix királyné testvérének adományozza.
- május–június – III. (Nagy) István moldvai vajda magyar segítséggel hadjáratot vezet a törökbarát havasalföldi vajda, Basarab ellen. (A vajda vereséget szenved, de trónját nem veszti el.)
- ősszel – Bakócz Tamás titeli prépost, volt kancelláriai jegyző, a király bizalmas híve lesz a kancelláriai titkár.
- november–december – Mátyás Boszniában, Kinizsi Pál temesi ispán Szerbiában üt rajta a törökön. (A király seregei végigpusztítják Boszniát, Kinizsi Pál Krusevácig tör előre, több csatában megveri Ali szendrői béget, és szerb telepeseket hoz át a kipusztított délvidéki magyar területek benépesítésére.)
- az év folyamán
  - A Moszkvai Nagyfejedelemség  függetlenné válik az Arany Hordától.
  - Ludovico Sforza („il Moro”) lesz a Milánói Hercegség uralkodója. (1499-ig uralkodik)
  - II. Aragóniai Ferdinánd és Kasztíliai Izabella aláírja az inkvizíciós rendeletet. Elkezdődik az eretnekek üldözése.
  - Leonardo da Vinci feltalálja az ejtőernyőt.
  - II. Mehmed oszmán szultán sikertelen támadása Rodosz szigete ellen.
  - Hunyadi Mátyás serege betör Stájerországba.
  - Elkészül a bártfai Szent Egyed-templom Krisztus születése oltára.
  - Francesco Roselli firenzei festő, miniátor a magyar királyi udvarban dolgozik.

## Születések
- április 14. – Lucrezia Borgia, Rodrigo Borgia, a későbbi VI. Sándor pápa törvénytelen lánya. († 1519).
- II. Filibert savoyai herceg († 1504).
- Ferdinand Magellan portugál felfedező († 1521).
- Johann Georg Faust, a Faust-legenda ihletője.
- Palma Vecchio itáliai festő. († 1528).
- Diego Colón, Kolumbusz Kristóf első és egyetlen fia († 1526).
- Gasparo Alberti itáliai zeneszerző
- Ákosházi Sárkány Ambrus mecénás († 1526).

## Halálozások
- július 10. – René nápolyi király[1] (* 1408).
- Jean Fouquet francia festő (* 1420)